# Thillombois
Thillombois è un comune francese di 36 abitanti situato nel dipartimento della Mosa nella regione del Grand Est.

## Storia

### Simboli
Lo stemma è stato adottato dal comune il 25 ottobre 2013.
La torre rappresenta il castello fortificato costruito intorno al 1271. Il fiore di tiglio (in francese tilleul) fa riferimento al toponimo Thillombois. Il mantellato di rosso rappresenta san Martino, patrono della parrocchia,  che donò metà del suo mantello ad un povero prima di diventare vescovo di Tours. La ruota del mulino simboleggia la forza motrice del torrente che un tempo muoveva il mulino e il frantoio della signoria. La mitra d'oro sotto lo scudo ricorda che il villaggio un tempo dipendeva dall'autorità spirituale e dal potere temporale del vescovo di Verdun (prevosto di Tilly).

## Società

### Evoluzione demografica
Abitanti censiti